# Charles Etame
Charles Etame es un deportista camerunés que compitió en judo. Ganó una medalla de bronce en el Campeonato Africano de Judo de 1997, en la categoría de –86 kg.

## Palmarés internacional
| Campeonato Africano | Campeonato Africano    | Campeonato Africano | Campeonato Africano |
| Año                 | Lugar                  | Medalla             | Categoría           |
| ------------------- | ---------------------- | ------------------- | ------------------- |
| 1997                | Casablanca (Marruecos) | Medalla de bronce   | –86 kg              |